# Love Land

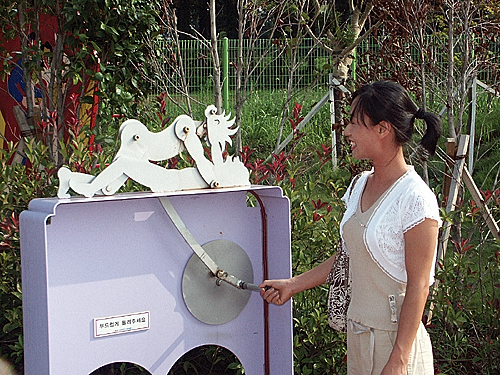
O instalație interactivă din Love Land

Jeju Loveland (제주러브랜드) (cunoscut internațional ca Love Land) este un parc în aer liber cu sculpturi, deschis în 2004 pe insula Jeju din Coreea de Sud. Tematica parcului este sexualitatea și educația sexuală. Găzduiește peste 140 de sculpturi ale diferitor poziții sexuale, cât și statui ale penisurilor, labii de piatră și diverse expoziții tematice. Pe situl oficial, parcul este descris ca „un loc în care își dau întâlnire eroticismul și arta orientată spre iubire”.

## Istoric
Insula Jeju a devenit o destinație populară pentru luna de miere a cuplurilor din Coreea după războiul coreean, mai ales datorită climatului blând de aici. Întrucât multe din aceste cupluri reprezentau căsătorii de interes, insula a devenit și un centru al educației sexuale. În anii 1980, hotelurile puneau la dispoziție vizitatorilor diverse programe de divertisment cu elemente erotice, pentru a-i ajuta să se relaxeze.
În anul 2002, un grup de absolvenți ai Universității Hongik din Seoul au început să confecționeze sculpturi pentru parcul Love Land, care a fost inaugurat la 16 noiembrie 2004. Dispersate pe o suprafață egală cu două stadioane de fotbal, sculpturile pot fi văzute în decurs de o oră. În fiecare lună se organizează expoziții tematice ale diferitor artiști coreeni.
Vizitatorii trebuie să aibă peste 18 ani pentru a putea intra în parc. Aici este disponibilă și o zonă pentru copii unde aceștia se pot juca până adulții se eliberează.